# Strandenge
Strandenge er præget af havets nærhed. Dels er saltindholdet i luften højt, dels bliver engene ofte oversvømmet ved kraftige vinterstorme. Det gør, at plantevæksten domineres af arter, der tåler salt.

## Dannelsesforhold
Strandenge er egentlig et overgangsstadium til en buskvegetation, og de fastholdes kun ved kreaturafgræsning eller trafik.

## Plantevækst
Strandenge har en flora, som overvejende består af græsser og blomster, der tåler at blive oversvømmet og udsat for saltpåvirkning. På Ishøj Strand og Avedøre Holme findes naturtypen med blandt andet almindelig kællingetand, gul evighedsblomst, gul rundbælg, hvid stenkløver, kærsvinemælk, majgøgeurt, sandrottehale, slangetunge, strandkarse og vild hør.
Typiske planter på standenge:
- Engelskgræs (Armeria maritima)
- Krybhvene (Agrostis stolonifera)
- Rød svingel (Festuca rubra)
- Strandasters (Aster tripolium)
- Strandbede (Beta vulgaris ssp. maritima)
- Strandkamille (Matricaria maritima)
- Strandlimurt (Silene uniflora)
- Strandmalurt (Eryngium maritimum)
- Strandvejbred (Plantago maritima)
- Udspilet star (Carex extensa)

| Galleri med typiske arter på strandenge |
| --- |
| - Engelskgræs (Armeria maritima) - Krybhvene (Agrostis stolonifera) - Rød svingel (Festuca rubra) - Strandasters (Aster tripolium) - Strandbede (Beta vulgaris ssp. maritima) - Strandkamille (Matricaria maritima) - Strandlimurt (Silene uniflora) - Strandmalurt (Eryngium maritimum) - Strandvejbred (Plantago maritima) - Udspilet star (Carex extensa) |

## Fugleliv
Strandenge er ynglesteder for vade-, ande- og mågefugle, som dels fouragerer i vandsamlinger på engene, dels udnytter engene som rasteplads under højvande. Blandt ynglefugle er engpiber, gul vipstjert, lærke, almindelig ryle, stor kobbersneppe, brushane, klyde, rødben, uden for yngletiden er stanenge opholdssted for snespurv, bjerglærke, bjergirisk, gråsisken, tornirisk, grønirisk og stillits. Desuden er standenge fourageringsområde i vinterhalvåret for vintermusvåge, blå kærhøg og musvåge.

## Natura 2000
Strandenge er en naturtype i Natura 2000 med betegnelsen 1330 Strandenge . Strandenge findes især ved fjorde og vige samt langs kyster med lavvandede områder, herunder i inddæmmede områder. Store, veludviklede strandenge findes i Vadehavet, Limfjorden, Isefjord og langs dele af Lollands
kyster. Strandenge er også en såkaldt § 3-naturtype, beskyttet af Naturbeskyttelseslovens § 3 I 2016 var der 46.734 hektar § 3-beskyttet strandeng i Danmark, hvoraf 20% ligger i et Natura 2000-område.